# Estación Pinzón
Pinzón es una estación de ferrocarril ubicada en la localidad del mismo nombre, en el Partido de Pergamino, Provincia de Buenos Aires, Argentina.
Pertenece al Ramal G6 Pergamino-Vedia de lo que fue la Compañía General de Ferrocarriles en la Provincia de Buenos Aires, luego Ferrocarril General Belgrano.
Sus vías e instalaciones se encuentran sin funcionamiento, aunque a cargo de la empresa estatal Trenes Argentinos Cargas.
Se ubica en la progresiva 284,6 sobre el pueblo del mismo nombre distante 19 km de la cabecera de Partido, Pergamino.
El ramal se inaugura el 1 de diciembre de 1910 y la estación se ubica dentro de los campos de Irene H de Moreno.

## Toponimia
El nombre se debe al navegante que acompañó a Cristóbal Colón, pero debido a que hubo dos hermanos, Martín y Vicente Yáñez Pinzón, hermanos y marinos, comandantes de La Pinta y La Niña, sus habitantes decidieron hacerle un pequeño ajuste al nombre para hacerlo sentir como más próximo, por lo que pueblo y parada son conocidos como Pínzon, con acento en la í.